# Raoul Pugno
Raoul Pugno, (Montrouge (Alts del Sena), 23 de juny, 1852 - Moscou (Rússia), 3 de gener, 1914), va ser un compositor i pianista francès.

## Biografia
Va néixer de pares modestos. La seva mare (Lorena) i el seu pare (italià) no van ser ni creadors ni virtuosos. Però el seu pare estava boig per la música: Raoul la va apendre en una botiga molt petita de la rue Monsieur-le-Prince de París, on es reunien estudiants amants de la música. Allà va parlar de tot allò relacionat amb l'art líric, amb la passió de la joventut, aquest agafant el piano, aquell agafant el violí, tot vibrant a l'uníson. Aquesta petita botiga encara existeix. Ara es troba al número 20 de la rue de Savoie al sisè districte.
Va ser en aquest ambient que va néixer Raoul Pugno, respirant l'amor per un art que algun dia seria seu. Després d'haver sentit la seva naturalesa i estimant l'ambició de convertir-se en un gran músic, el seu pare el va fer treballar molt aviat: als sis anys, era un nen prodigi i va tocar en públic, per primera vegada, en un concert de caritat donat. a l'Ajuntament. Va ser una artista valuosa, la senyoreta Joséphine Martín, qui li va ensenyar els primers principis musicals.
Per recomanació de Joseph Poniatowski, Raoul Pugno va obtenir una beca a l'escola Niedermeyer de París. El 25 de gener de 1866, a través d'Ambroise Thomas, que un vespre, per casualitat, el va sentir interpretar un concert de Hummel, va entrar al conservatori a les classes de piano i solfeig (Mathias i Durand com a professors). Aquell mateix any, va guanyar per unanimitat un 1r premi de piano, i una 2a medalla de solfeig. Després l'any 1867, 1a medalla en teoria musical i 1r premi en harmonia (classe Bazin). El 1869, 1r premi d'orgue (classe Benoit) i 2n premi de contrapunt i fuga (classe Ambroise Thomas). En aquella data, encara no havia obtingut la naturalització (fill d'un italià), fet que li va impedir competir pel Prix de Rome.
D'orientació revolucionària, va ser nomenat, als 18 anys, membre de la Comissió d'Ajuda a l'Art Musical i als Artistes, el 12 de maig de 1871, per la Comuna de París. Dues de les seves peces van ser proposades per ser interpretades a l'Òpera el 22 de maig de 1871.
Alumne de Georges Mathias i Ambroise Thomas, aleshores professor al conservatori al seu torn (harmonia, piano), el va agafar Nadia Boulanger sota la seva ala, interpretant sobretot sota la seva direcció la seva Fantasia variada per a piano i orquestra, i component amb ella un cert nombre d'obres colaborativas entre les quals, l'any 1909, el cicle de cançons Les Heures claire. Junts van dissenyar l'òpera La ciutat morta, amb llibret de Gabriele D'Annunzio, que es va representar a l'Opéra Comique el 1915, un any després de la seva mort. Els diaris de Nadia Boulanger revelen que la seva relació va molt més enllà de la de mestre i estudiant i va ser en realitat un amor profund entre la jove i l'home que va ser amic de la família des de feia molt temps.

Raoul Pugno va ser organista de l'església de Saint-Eugène (1872-1892) i mestre de cor al "Théâtre Ventadour" (1878-1892). Va impartir classes d'harmonia al Conservatori de París (1892-1896), després va ser nomenat professor de piano l'1 de febrer de 1896, càrrec del qual va renunciar l'1 de febrer de 1901. Al Conservatori de París va donar classes i acompanyar l'actriu i cantant d'opereta Berthe Legrand (1850-1913). Malgrat una excel·lent tècnica de joc i una profunda inspiració, no va ser fins als quaranta anys que Pugno es va embarcar seriosament en una carrera de concert. Va donar recitals de sonates arreu del món (Anglaterra el 1894). El 1897 va anar de gira pels Estats Units, Anglaterra, Alemanya, Itàlia, Àustria, Rússia... amb el violinista belga Eugène Ysaÿe, el seu germà de cor i d'art, amb qui va interpretar notablement les sonates de Beethoven. Va conquerir tots els públics 
| « | "per l'encant de la seva interpretació, la lleugeresa de la qual va sorprendre quan vam veure aquest gran barbut, sòlidament assegut en una cadira, reforçat per clavilles de coure". | » |

Poc abans de l'esclat de la Primera Guerra Mundial, durant una gira a Rússia el desembre de 1913 amb Nadia Boulanger, es va refredar al tren Berlín-Moscou mal climatitzat i va haver de cancel·lar quasi tots els seus concerts. El mal que havia de prevaldre ja el minava. El seu darrer concert va tenir lloc el 15 de desembre de 1913. El 27 de desembre, a Moscou, a l'habitació de l'hotel Metropol on havia de morir, va posar les mans al piano per darrera vegada. Va morir el 3 de gener de 1914. Està enterrat a Gargenville, on va ser alcalde de 1904 a 1908.
El pianista també era un gran amant de l'art, un col·leccionista il·lustrat i un visitant habitual de les habitacions de l'Hôtel Drouot, una gran casa de subhastes situada a París, coneguda per la venda de valuoses obres d´art i antiguitats..
Pugno va editar les obres de Chopin i Robert Schumann per a Universal Editions a Viena. La Cité de la musique-Philharmonie de París conserva un baix relleu de bronze, Retrat de Stéphane-Raoul Pugno llegint una partitura, creat per l'escultor Louis-Aimé Lejeune el 1921.

## Obres
Òperes

- Ninetta, òpera còmica (París, 23 de desembre de 1882)
- Le Sosie, òpera-bouffe (7 d'octubre de 1887)
- Le Valet de cœur, opereta (18 d'abril 1888}})
- Le Retour d'Ulysse, opereta (1 de febrer de 1889)
- La vocation de Marius òpera-bouffe (29 de març de 1890)
- La Petite Poucette, opereta (1891)
- Tai-Tsoung, òpera (1894)

Música escènica

- La Ville Morte (La ciutat morta) de Gabriele D'Annunzio, obra inacabada, escrita amb Nadia Boulanger, que la va completar després de la seva mort el 1914.

Ballets

- Les Papillons, (1884)
- Le Chevalier aux fleurs de Armand Silvestre, al teatre Marigny[8][9]
- La Danseuse de corde, (5 de febrer de 1892)

Oratori

- La Résurrection de Lazare, oratori interpretat l'any 1879 al Concert Pasdeloup

## Enregistraments en rotllo
Pugno va ser un dels primers pianistes, com Alfred Grünfeld, a gravar les seves interpretacions en diversos sistemes acústics fonogràfics i en rotlles de piano pneumàtics, especialment a Welte el 1905 sobre el sistema expressiu Welte-Mignon.
Pugno toca Chopin [arxiu] Reproducció d'una flexió Welte (vorsetzer) col·locada davant d'un piano de cua Steingraeber